# Bakelan
Bakelan fou una regió de l'Àsia central en el modern Afganistan, que s'estenia de nord-oest a sud-est entre els rius Jihun (Amudarià) i Andarab. La principal ciutat era Balkh, al sud del riu, i la seguia Khulm, al sud-est de Balkh. A l'extrem oriental estava Andarab, uns km més enllà de la qual començaven les muntanyes de Badakhxan; al sud limitava amb la Vall del Panjshir que pertanyia a Kabul.
El 1359 en el repartiment de l'ulus Txagatai aquesta regió va correspondre a Oljai Bugha Sulduz mentre que Amir Husayn obtenia la major part dels territoris situats a l'est (Arhanq) i al sud-est (Kabul). Oljai Bugha Sulduz (Eltxi Bugha Sulduz) (el nom apareix com Oljei, Oljai, Eltxi, Altxi, Elchi etc...) pasturava ja abans del 1359 per la regió de Balkh i el Bakelan; després de 1359 les notícies desapareixen. Vers el 1360, a proposta de Tamerlà, Bugha va anar al Badakhxan, d'on va sortir Buyan Sulduz (que havia entrat al regne poc temps abans), el qual va fer un acord amb els prínceps de Badakhxan i va retornar a Shadman. Les terres deixades lliures per Oljai Bugha Sulduz foren ocupades per Hajji Azdi Apardi. Tamerlà va informar que havia enviat un exèrcit per ocupar la zona i que volia partir-la amb Hajji Azdi (la seva horda pasturava a Shumergan); aquest es va mostrar d'acord i va enviar un exèrcit a Balkh. No se sap que va passar però és possible que Oljai morís en la lluita al Badakhxan perquè poc després Tamerlà va enviar a aquest regne a Amir Husayn amb l'acord perquè conquerís el país; en quant a Balkh i Bakelan se sap que Buyan Sulduz, en retirar-se de Badakhxan capo a Shadman, havia decidit intervenir en els conflictes; segurament va fer aliança amb Mengli Bugha Sulduz (el successor i probable fill d'Oljai Bugha) i junts van derrotar Hajji Azdi i el van obligar a fugir cap a Xahrisabz a la cort de Timur; Buyan va ocupar també Shumergan. Però Tamerlà va acudir amb les seves forces i va restaurar a Azdi a Shumergan, però hauria deixat als Sulduz de Mengli Bugha la possessió de Balkh i Bakelan; el 1364 Mengli Bugha apareix com a amir dels Sulduz de Balkh i Bakelan amb seu a la fortalesa d'Uljau, propera a Balkh.